# Збогом Србијо
Збогом Србијо је дванаести студијски албум музичке групе Рибља чорба, објављен 1993. године.
Највећи хит са овог албума била је  балада „Једино моје“. Поред ње, на албуму су се нашле и песме „Данас нема млека“ (обрада „No Milk Today“ групе Herman's Hermits која критикује Социјалистичку партију Србије), „Зелена трава дома мог“ (обрада „Green Green Grass of Home“ Тома Џонса), „Каменко и Кременко“ у којој је пратећи вокал био Кристијан Голубовић.
Ово је последњи Чорбин албум са Зораном Илићем у постави.

## Списак песама
1. Зелена трава дома мог — 3:47
2. Тамна је ноћ — 3:22
3. Тезга — 4:15
4. Јак, млад и глуп — 3:24
5. Једино моје — 4:40
6. Данас нема млека — 3:37
7. Коприва — 4:23
8. Рапсодија у плавом (Полицијска академија) — 3:05
9. Каменко и Кременко — 3:43
10. Збогом Србијо — 4:32

## Чланови групе
- Бора Ђорђевић — вокал
- Видоја Божиновић — гитара
- Зоран Илић — гитара
- Миша Алексић — бас-гитара
- Вицко Милатовић — бубњеви

### Гостујући музичари на албуму
- Кристијан Голубовић — пратећи вокали